# Angry Birds в кино
«Angry Birds в кино» (англ. The Angry Birds Movie) — финско-американский компьютерный анимационный фильм по мотивам популярной игры Angry Birds компании Rovio.

## Сюжет
В центре сюжета история миролюбивых птиц, живущих на одиноком Острове Птиц. Птицы долгое время жили в изоляции от окружающего мира, считая, что кроме них, на свете никого нет.
Главный герой — красная птица Ред, сирота и изгой. В детстве он постоянно терпел издёвки от своих сверстников, из-за чего с возрастом у него начали проявляться вспышки сильнейшего гнева, от которых страдают практически все жители острова. Мудрый лидер, птица Судья, устраивает суд над Редом. В наказание за его деяния он приговаривает Реда к обязательному посещению занятий по устранению гнева, преподаваемых Матильдой.
В первый день занятий Ред знакомится с быстрым и весёлым Чаком, неуклюжим Бомбом, а также хмурым, злым и молчаливым Теренсом.
На утро следующего дня на остров прибывает таинственный корабль, из которого выходит свин по имени Леонард. Он рассказывает о своём народе и, представляясь птицам в лучшем свете, остаётся гостить вместе со своими многочисленными подданными. Долгое время свиньи нравились всем птицам, кроме Реда. Именно он заподозрил у них недобрые намерения и, заручившись помощью Чака и Бомба, решил забраться на самую высокую гору острова, чтобы найти легендарного героя — Могучего Орла, и попросить у него совета относительно свиней. Однако при встрече с троицей Могучий Орёл отказывается как-либо вмешиваться в дела, творящиеся внизу.
Отчаявшиеся Ред, Чак и Бомб поздно вечером возвращаются назад. Вместе они с ужасом обнаруживают, что, пока птицы находились на дискотеке, свиньи решили украсть все птичьи яйца, попутно уничтожив их деревню. На следующее утро Судья просит у Реда прощения от себя и всех птиц, а также совета по возвращению украденного потомства. Тогда Реду приходит в голову построить корабль и, ориентируясь по следу, оставленному свиньями, отправиться на далёкий Остров Свиней.
Причалив, птицы обнаруживают, свиней, живущих в обнесённом стеной городе, которым правит Леонард, полное имя которого, как оказалось, король Леонард Бородач. Решив, что украденные яйца в замке, птицы атакуют свиной город с помощью катапульты — «подарка», оставленного свиньями. Вместе птицы подвергают Хрякоград многочисленным разрушениям. Реду вместе с Чаком и Бомбом удаётся пробраться в замок, где свиньи пытались приготовить яйца, окунув их завёрнутыми в гигантскую сеть в чан с кипящей водой. В этот момент на помощь к птицам прилетает Могучий Орёл. Он успевает отобрать и вернуть все птичьи яйца; вместе с ним возвращаются Ред, Чак и Бомб. Однако одно голубое яйцо выпадает из сетки, и Ред решает его спасти.
Реда преследует Леонард и в результате погони они оказываются под Хрякоградом, в огромном хранилище динамита. При помощи хитрости Реду удаётся поджечь динамит, укрывшись в упавшем на него чане. Весь город уничтожается мощным взрывом, однако Реду с яйцом удаётся выжить. Он возвращается к птицам, которые провозглашают его своим героем. Ред приобрёл веру в себя.
Из голубого яйца, спасённого Редом, вылупляется синяя троица.
Радостные птицы возвращаются назад на остров и отстраивают свою деревню заново, кроме того, жители деревни совместными силами возводят дом Реда в центре.
Во время финальных титров имеется несколько намёков на продолжение — на самом деле Леонард уцелел и утверждает, что начал быть добрым.

## Роли озвучивали
| Действующее лицо             | Исполнитель                                  |
| ---------------------------- | -------------------------------------------- |
| Ред                          | Джейсон Судейкис                             |
| Чак                          | Джош Гэд                                     |
| Бомб                         | Дэнни Макбрайд                               |
| Матильда                     | Майя Рудольф                                 |
| Леонард                      | Билл Хейдер                                  |
| Могучий Орёл                 | Питер Динклэйдж                              |
| Стелла                       | Кейт Маккиннон                               |
| Росс                         | Тони Хейл                                    |
| Судья Клюволап               | Киган-Майкл Кей                              |
| Эрл                          | Блейк Шелтон                                 |
| Теренс                       | Шон Пенн                                     |
| Усатый барон                 | Фергал Рейли                                 |
| Эдвард                       | Хэннибал Бёресс                              |
| Ева                          | Кейт Маккиннон                               |
| Инструктор йоги              | Джиллиан Белл                                |
| Хелен                        | Джиллиан Белл                                |
| Ширли                        | Кристела Алонсо                              |
| Моника (птица-регулировщица) | Даниэль Брукс                                |
| Оливия                       | Даниэль Брукс                                |
| Грег                         | Кевин Бигли                                  |
| Ранняя пташка                | Ромео Сантос                                 |
| Хэл                          | Энтони Падилла                               |
| Бабблз                       | Ян Хикокс                                    |
| Таини                        | Айк Баринхолц                                |
| Уиллоу                       | Charli XCX                                   |
| Свин-повар                   | Билли Айкнер                                 |
| Воспитатель                  | Джеффри Аренд                                |
| Тимоти                       | Ева Акрес                                    |
| Птица-мим                    | Тони Хейл                                    |
| Кир                          | Тони Хейл                                    |
| Фотосвин                     | Титусс Бёрджесс                              |
| Ред в детстве                | Эйдан Макгроу и Калан Холли                  |
| Синяя троица                 | Пирс Ганьон, Ноа Шнапп и Оуэн Уилдер Ваккаро |
| Клейтон-официант             | Клей Кейтис                                  |

## Музыка
Музыку к фильму написал Эйтор Перейра.

### Список композиций
| №   | Название                        | Длительность |
| --- | ------------------------------- | ------------ |
| 1.  | «Red on the Run»                | 2:31         |
| 2.  | «Birthday Party»                | 2:32         |
| 3.  | «Bird Court»                    | 4:32         |
| 4.  | «Billy Fight»                   | 1:32         |
| 5.  | «This is Going to be Awful»     | 2:13         |
| 6.  | «Terence and Bomb»              | 3:58         |
| 7.  | «Boat Approaches»               | 1:51         |
| 8.  | «Poetry Time»                   | 2:11         |
| 9.  | «Leonard»                       | 2:15         |
| 10. | «The Trampoline»                | 3:12         |
| 11. | «Who Are These Weirdos?»        | 1:35         |
| 12. | «Look What I Found!»            | 1:49         |
| 13. | «Paint Your Pain»               | 2:02         |
| 14. | «Does None of This Seem Wrong?» | 1:11         |
| 15. | «I Need Your Help»              | 2:26         |
| 16. | «Lake of Wisdom»                | 1:27         |
| 17. | «I Think He Saw Us»             | 1:59         |
| 18. | «Helium, It's a Gas»            | 1:19         |
| 19. | «I Used to Believe in You»      | 4:13         |
| 20. | «They're All Gone»              | 1:27         |
| 21. | «Build a Boat»                  | 2:13         |
| 22. | «Arrive at Piggy Island»        | 1:28         |
| 23. | «Ready, Aim, Fire!»             | 3:39         |
| 24. | «Risky Idea»                    | 4:10         |
| 25. | «Chuck Time»                    | 0:46         |
| 26. | «We Want Eggs!»                 | 7:31         |
| 27. | «Nothing Like a Statue»         | 4:14         |
| 28. | «Home Tweet Home»               | 1:01         |
| 29. | «Mighty Red»                    | 0:47         |
| 30. | «Roomies»                       | 1:23         |
| 31. | «Red's Demo»                    | 2:08         |
| 32. | «Piggy Demo»                    | 3:08         |

### Саундтрек
Альбом под названием The Angry Birds Movie: Original Motion Picture Soundtrack был выпущен 6 мая 2016 года.
| №   | Название                          | Исполнитель     | Длительность |
| --- | --------------------------------- | --------------- | ------------ |
| 1.  | «Friends»                         | Блейк Шелтон    | 3:04         |
| 2.  | «I Will Survive»                  | Деми Ловато     | 4:05         |
| 3.  | «Wonderful Life (Mi Oh My)»       | Matoma          | 3:30         |
| 4.  | «On Top of the World»             | Imagine Dragons | 3:12         |
| 5.  | «Explode»                         | Charli XCX      | 3:45         |
| 6.  | «Never Gonna Give You Up»         | Рик Эстли       | 3:34         |
| 7.  | «Rock You Like a Hurricane»       | Scorpions       | 4:16         |
| 8.  | «Fight»                           | Стив Аоки       | 3:52         |
| 9.  | «Wild Thing»                      | Тоун Лок        | 4:25         |
| 10. | «Sound of da Police»              | KRS-One         | 4:18         |
| 11. | «Behind Blue Eyes»                | Limp Bizkit     | 4:31         |
| 12. | «The Mighty Eagle Song»           | Питер Динклэйдж | 2:06         |
| 13. | «The Mighty Red Song»             | The Hatchlings  | 0:47         |
| 14. | «Medley: Angry Birds Movie Score» | Эйтор Перейра   | 3:18         |

## Производство
В начале 2012 года компания Rovio заявила о начале съёмок полнометражного фильма по мотивам игры Angry Birds. Rovio также наняла бывшего исполнительного продюсера фильмов Marvel Studios Дэвида Майзеля, который будет возглавлять съёмки фильма. Представители Rovio заявили, что фильм получит несколько сиквелов.
28 сентября 2014 года Rovio опубликовала сообщение на своей странице в Facebook, где говорилось: «После того как это сообщение перешлют более миллиарда раз, мы опубликуем сюрприз». Уже через два дня условие было выполнено, и Rovio выложила плакат, на котором были изображены герои будущего фильма — Ред, Чак и Бомб.
Ранее было заявлено, что режиссёрами станут Клей Кейтис и Фергал Рейли, сценаристом станет Джон Витти, а официальным прокатчиком мультфильма — студия Sony Pictures Imageworks.
Создатели мультфильма многое позаимствовали из оригинальной игры сюжетные вехи, внешний вид главных героев, их способности и методы атаки (обстрел свиней птицами из рогаток). Однако некоторые детали пришлось доработать. У персонажей мультфильма в отличие от игровых появились имена. Кроме того, в игре образы героев двухмерные, они не разговаривают и не ходят.
Художники мультфильма провели большую работу по переносу образов в 3D и детализации персонажей. По словам художницы Франчески Натале, перед создателями мультфильма стояла задача сделать героев более интересными и сложными, сохранив их главные черты, чтобы птицы и свиньи из игры были узнаваемыми для зрителей. Птицы стали антропоморфными, в частности их крылья приобрели черты человеческих рук. Проработана мимика персонажей и мельчайшие детали их внешности. В итоге по качеству анимации и 3D-картинке мультфильм «Angry Birds в кино» превзошёл игры, выпущенные Rovio.

## Прокат
Один из первых показов мультфильма состоялся 29 апреля 2016 года в России, на фестивале телеканала 2x2 «НОЧЬ АНИМАЦИИ 2Х2 ЭНГРИ БЁРДЗДЭЙ» за две недели до начала показа в кинотеатрах.
В Египте, Тринидаде и Тобаго и Франции мультфильм вышел в прокат 11 мая 2016 года, в Аргентине, Бахрейне и Белоруссии — 12 мая 2016 года, в Канаде, Китае и США — 20 мая 2016 года.

## Критика
Мультфильм получил смешанные отзывы от кинокритиков.
На сайте Rotten Tomatoes рейтинг фильма составил 44 % на основе 149 рецензий со средним баллом 4,9 из 10.
На сайте Metacritic фильм получил оценку 43 из 100 на основе 27 рецензий критиков, что соответствует статусу «смешанные или средние отзывы».